# Institut für Wintersport
Das Institut für Wintersport (IfW) ist eine akademische Forschungs- und Bildungseinrichtung der Hochschule für angewandtes Management am Standort Garmisch-Partenkirchen. Sowohl die organisatorische als auch die wissenschaftliche Leitung des Instituts liegt bei dem Sport- und Wirtschaftswissenschaftler und lizenzierten Trainer Dirk Heering, der auch als Dozent an der Hochschule für angewandtes Management lehrt.
Die Büroräume befinden sich direkt im Olympia-Skistadion.

## Entstehung
Bereits seit 2010 besteht eine Kooperation zwischen der Hochschule für angewandtes Management und dem Markt Garmisch-Partenkirchen. Im Dezember 2010 wurde mit der Schwesterhochschule, der Hochschule für Gesundheit und Sport in Berlin und Ismaning bei München, ein Kooperationsvertrag geschlossen. Im November 2011 kam es zur Vertragsunterzeichnung durch den 1. Bürgermeister des Marktes, Thomas Schmidt und dem Vizepräsidenten der Hochschule. Im Dezember 2011 nahm das Institut für Wintersport den operativen Betrieb auf.

## Aufbau und Personal des Instituts
Das Institut für Wintersport ist in zwei Fachbereiche gegliedert. Der erste Fachbereich beinhaltet das Sportmanagement und der zweite Fachbereich die Trainingswissenschaft. Personell betrachtet, arbeiten vor allem Wissenschaftler der beiden Hochschulen am Institut für Wintersport. Grundsätzlich ist diese Zusammenarbeit projektbezogen.

## Zielsetzung
Die zentrale Aufgabe des Instituts ist die akademische Aus- und Weiterbildung. Durch die Kooperation mit den Partnerhochschulen und den Hochschulen aus dem Hochschulverbund, sowie dem Deutschen Skiverband, dem Bayerischen Skiverband e.V. und den Olympiastützpunkten München und Berlin werden für Studenten Modulinhalte in den Bereichen Sportmanagement und Trainingswissenschaft mit Schwerpunkt Wintersport ausgearbeitet.

## Angebot
Es besteht die Möglichkeit, an einer der Hochschulen einen Studiengang in den Bereichen Sportmanagement oder Trainingswissenschaft zu absolvieren und mit dem Institut für Wintersport in Form von wissenschaftlichen Forschungsprojekten zusammenzuarbeiten. Auch ist eine wissenschaftliche Weiterbildung am Institut möglich. So können durch Zertifizierungsprogramme eine Weiterbildung zum Sportlehrer (FH) oder zum Sportmanager (FH) erworben werden. Das Institut berät auch Sportorganisationen im strategischen Management und bei Finanzierungsfragen. Des Weiteren fungiert es als unterstützende Kraft bei Trainingsabläufen durch Trainingslehrgänge im Wintersport sowie Konditionslehrgängen, Leistungsdiagnostik und sportmedizinische Untersuchungen.